# Hôpital général Joseph-Ricou
L'hôpital général Joseph-Ricou est situé aux Abymes à moins de 100 mètres à l'ouest du bâtiment principal du Centre hospitalier universitaire de Pointe-à-Pitre. 
Désormais, l'hôpital Joseph-Ricou est considéré comme un des quatre sites du CHU.

## Histoire
En 1977 l'hôpital général de Pointe-à-Pitre est baptisé hôpital Joseph Ricou. L'hôpital comptait environ 200 lits en 1977.
En 1978 la première tour du Centre hospitalier universitaire de Pointe-à-Pitre est ouverte. En 1984 la deuxième tour du Centre hospitalier universitaire de Pointe-à-Pitre est ouverte.